# Ich habe sie gut gekannt
Der Spielfilm Ich habe sie gut gekannt (Originaltitel: Io la conoscevo bene) von 1965 wird oft als das beste Werk des italienischen Regisseurs Antonio Pietrangeli bezeichnet. Die präzise beobachtende Erzählung ist eine Kritik der oberflächlichen Gesellschaft während des Wirtschaftswunders und zugleich das Porträt einer Persönlichkeit. Das unbekümmerte Mädchen vom Land, das in der Großstadt Mann um Mann begegnet, ist eine der wichtigsten Rollen in der Laufbahn der damals 19-jährigen Hauptdarstellerin Stefania Sandrelli. Vorerst mäßig besucht, fand der Film des früh verstorbenen, weniger bekannten Pietrangeli über die Jahrzehnte mehr Anerkennung. Geschätzt werden auch die schauspielerischen Leistungen und die Fotografie. Dennoch wird er nur selten aufgeführt.

## Handlung
Adriana ist ein Mädchen vom Land, das in die große Stadt, nach Rom, gezogen ist. Mal arbeitet sie als Friseurin und Kosmetikerin, mal verdient sie etwas als Anweiserin in einem Kino. Laufend verfallen Männer ihrem unbeschwerten Wesen und ihren Reizen. Dabei ist sie keineswegs berechnend; sie verkauft und prostituiert sich auch nicht, obwohl das nahe gelegen hätte. Es liegt in ihrem Wesen, sich in einen Mann nach dem anderen flüchtig zu verlieben. Einer von ihnen ist der Bursche Dario, der sie bald wieder sitzen lässt.
Da ist Cianfanna, der junge Frauen voller Hoffnung auf eine Schauspielkarriere fotografiert, interviewt und an Laufstegen zweitklassiger Veranstaltungen unterbringt. Nach einem solchen Anlass am Rande eines Boxkampfs möchte er sie mit einem alten Komtur verkuppeln, worauf sie sich allein auf den Heimweg macht. Dabei begegnet sie dem Boxer Emilio Ricci, einem herzensguten Kerl, mit dem sie sich spontan wohlfühlt, zu dem sie aber keinen weiteren Kontakt unterhält. Ein anderer Bettgefährte ist ein Schriftsteller, der ihr von einem Mädchen erzählt, dessen Leben aus Schallplattenhören und Tanzen besteht – sie erkennt, dass er sie meint.
Beim Besuch ihrer armen Familie auf dem Land erfährt sie, dass ihre jüngere Schwester ins Kloster gegangen, dort erkrankt und verstorben ist.
Sie erhält unbedeutende Kleinstrollen in Sandalenfilmen und lernt den gutaussehenden Industriellensohn Antonio kennen. Bald hat er sich jedoch in eine andere verliebt und benutzt Adriana, um jenes von den Eltern bewachte Mädchen anrufen zu können. Eines Tages befragt die Polizei sie über ein Armband, das Dario ihr geschenkt hat. Wie sich herausstellt, hat er es ursprünglich einer älteren Dame gestohlen. Als sie feststellt, dass sie schwanger ist, spricht sie sich mit ihrer Nachbarin Barbara aus, die ihre Zweifel an der Richtigkeit einer Abtreibung verscheucht: Sie könne gar kein anderes Leben führen als das jetzige.
Auf einer mondänen Fete, veranstaltet vom Presseagenten Paganelli, trifft sich die Filmszene von Rom. Neben dem erfolgreichen und arroganten Star Roberto ist der nicht mehr so gefragte Schauspieler Baggini unter den Gästen. Er bettelt bei Roberto um wenigstens eine Nebenrolle und vermag sich Robertos Drängen nicht zu widersetzen, auf einem Tisch zu steppen, was ihn bei seinem Alter an den Rand eines Zusammenbruchs führt.
Roberto wird auf Adriana aufmerksam und schickt Baggini zu ihr, um sie zu fragen, ob sie mit Roberto die Nacht verbringen wolle. Sie lehnt ab und gibt stattdessen vor der Kamera ein Interview. Tage später sieht sie im Kino das Resultat – eine Reportage, die sie als dummes Möchtegern-Sternchen verhöhnt – und ist erschüttert.
Noch einmal läuft ihr Dario über den Weg, der inzwischen eine andere hat. Nach einigen weiteren Tagen forcierter Ausgelassenheit mit einem Schwarzen merkt Adriana, dass das Leben, das sie führt, sie nicht erfüllt. Ziellos fährt sie durch die Straßen. In der Wohnung legt sie die Perücke ab und stürzt sich vom Balkon in den Tod.

## Zum Werk
Einige sehen in Pietrangelis Film vor allem einen kritischen Spiegel einer Gesellschaft, einer oberflächlich lebenden Schicht, die die Zeit des Wirtschaftswunders der 1950er- und 1960er-Jahre genießt. Dabei erweise sich das Wirtschaftswunder als eine Einbildung, als ein schließlich platzender Traum. Die Hauptfigur erscheint in dieser Sichtweise als ahnungsloses Opfer einer zynischen Gesellschaft. Die Männer, als „Händler von Gefühlen und Illusionen“, benutzen Adriana, profitieren von ihrer sexuellen Offenheit, ohne ihr im Gegenzug besonders viel geben zu können.
Doch Ich habe sie gut gekannt ist auch das Porträt einer individuellen Persönlichkeit. Ihre soziale Bestimmung und Stellung hat Adriana noch nicht gefunden, das Bild von ihr ist nicht stabil. Sie ist mit unterschiedlichsten Frisuren zu sehen und trägt von Szene zu Szene wechselnde Kleider. Ihr Alltag ist ausgefüllt mit Träumen, der glamourösen Welt des Films anzugehören. Sie ist eine, die wenig fühlt, wenig denkt und wenig spricht, die im Umgang mit Mitmenschen „in einem schon sträflichen Ausmaß“ gutartig ist und aufgrund ihrer „Dummheit“ nicht merkt, dass die Filmleute sie aufs Kreuz legen. Innerlich leer, hat sie ein unerfülltes, „großes Bedürfnis nach Liebe“, ist auf der Suche nach aufrichtiger Zuneigung. Die Hauptdarstellerin sagte von der Figur, Adriana sei bereit, immer wieder von Neuem an die Liebe zu glauben.
Pietrangeli begann mit den Ko-Autoren Ettore Scola und Ruggero Maccari 1961, den Stoff auf journalistische Weise zu entwickeln. Das Projekt zog sich hin, weil die Produzenten wegen des traurigen Endes der Erzählung zögerten und die ursprünglich für die Hauptrolle vorgesehene Sandra Milo ihre Gunst verloren hatte. Ebenfalls im Gespräch war die Belgierin Catherine Spaak, die in mehreren italienischen Komödien mitgewirkt hatte. In der Zwischenzeit verwirklichte Pietrangeli zwei andere Werke über Frauen, denen Männer übel zuspielen, Das Mädchen aus Parma und Der Ehekandidat.
Stefania Sandrelli, die schließlich mit der Rolle betraut wurde, verriet später, ihr damaliger Lebensgefährte Gino Paoli hätte es lieber gesehen, wenn sie die Rolle nicht angenommen hätte. Er befürchtete, dass das Publikum sie mit der unkonventionellen Adriana gleichsetzen könnte, und dass diese Rolle an ihr haften bleiben könnte. Über den Regisseur sagte sie, Pietrangeli sei ein Perfektionist gewesen, der eine Szene Dutzende Male wiederholen lassen konnte. Außer der Filmmusik von Piero Piccioni sind viele zeitgenössische Schlager zu hören. Mina singt E se domani, E troppo tardi und Eclisse twist, Sergio Endrigo Dimmi la verità und Mani bucate, Ornella Vanoni Abbraciami forte, und Peppino di Capri Roberta. Der Chansonier Gilbert Bécaud gibt eine italienische Fassung von Toi.

## Auszeichnungen und kritische Würdigung
In drei Kategorien erhielt Ich habe sie gut gekannt den Preis der italienischen Filmkritiker, das Nastro d’Argento: für die beste Regie, das beste Drehbuch und den besten Nebendarsteller Ugo Tognazzi. Im Weiteren gab es den Regiepreis beim argentinischen Filmfestival in Mar Del Plata. Der Film erzielte in den italienischen Kinos 521 Millionen Lire an Einnahmen.
Der film-dienst stellte 1966 fest, dass Pietrangeli keine Gesellschaftskritik übe, und dass er bei der Zeichnung des Milieus simple Effekte und Übertreibungen unterlasse. Neben der „eindringliche[n] Fotografie“ biete das Werk eine psychologisch präzise Figurendarstellung. „Der Film ist in einer gewissen Weise monoton. Im Grunde wird nur eine einzige Situation immer wieder, und nicht einmal erheblich, variiert. Aber gerade dadurch gelingt ihm die präzise Zeichnung einer geistigen Verfassung, in der sich heute viele junge Menschen befinden.“
1999 kam der Film in den Genuss einer von „Progetto cinema“ finanzierten Restaurierung. Bei diesem Anlass erklärte Sandrelli, inzwischen scheine ihr das Filmmilieu ernsthafter geworden zu sein. Für eine Karriere benötigten junge Frauen handwerkliches Können, schnelle Berühmtheit hingegen könnten sie eher beim Fernsehen erlangen. Insgesamt wird der Film selten aufgeführt, unter anderem 2009 durch das Österreichische Filmmuseum. Im selben Jahr erschien er in Italien auf DVD.
Die Zeitung La Stampa nannte Ich habe sie gut gekannt 2008 den besten Film Pietrangelis. „Scharfsichtig und mit einem dezenten Stil, mit seiner Weise, innere Beweggründe zu erfassen, seiner Vorliebe Einzelheiten auszuleuchten und die Umgebung genau zu beschreiben, geben dem Film eine ungewöhnliche Stärke, vor allem im Vergleich zu anderen Komödien jener Jahre.“ Weil diese Komödie eine zunehmend dunkle Färbung annehme, gerate ihre Gesellschaftskritik alles andere als oberflächlich. Ein Jahr später schrieb der Corriere della Sera, der Ruhm des damals eher schwach besuchten Meisterwerks sei mit den Jahren gewachsen. Sandrellis Adriana bleibe eine der denkwürdigsten Frauenporträts der sechziger Jahre, Opfer nicht nur der Gesellschaft, sondern auch einer gewissen Mentalität.
Olaf Möller vom Österreichischen Filmmuseum betonte anlässlich einer Programmation 2009, dass der Film kein vollständiges Bild Adrianas liefere: „Somit ein Meisterwerk über Bilder, Projektionen, Klischees, Vor- und Widerspiegelungen, Pietrangeli-gemäß über Frauen und die Gewalt, mit der die Männergesellschaft sie handhabbar machen will. Ein Monument, nicht weniger.“ Die Presse bezeichnete Pietrangeli als „noch immer ziemlich vernachlässigt“ und den Film als „facettenreich präsentiert“.